# Pociąg hotelowy
Pociąg hotelowy – nocny pociąg złożony w przeważającej części z wagonów sypialnych i wagonów z miejscami do leżenia, może także prowadzić wagon barowy lub restauracyjny.